# 尾吹善人
尾吹 善人（おぶき よしと、1929年11月12日 - 1995年12月4日 ）は、日本の法学者（憲法）。千葉大学名誉教授。従三位勲三等旭日中綬章。朝鮮釜山出身。

## 略歴
- 1953年 東北大学法学部法学科卒業
- 1953年 東北大学法学部助手（学士助手）
- 1956年 アメリカ合衆国のハーバード大学・ミシガン大学に出張（1959年まで）
- 1960年 東北大学法学部講師
- 1961年 東北大学教養部講師
- 1963年 新潟大学人文学部助教授
- 1965年 千葉大学文理学部助教授
- 1968年 千葉大学人文学部助教授
- 1971年 千葉大学人文学部教授
- 1981年 千葉大学法経学部教授
- 1987年 千葉大学法経学部長（1989年まで）
- 1993年 日本大学法学部教授、千葉大学名誉教授
- 1995年 没

## 人物
カール・シュミット、ハンス・ケルゼン研究で功績を残す。カール・シュミット『憲法理論』（1972年）、ハンス・ケルゼン『法と国家の一般理論』（1991年）の翻訳は、名著として知られる。またアメリカ連邦憲法の表現の自由研究でも有名である。
基礎理論と解釈論に関する主な業績は、没後12年目にあたる2007年、東北大学の後輩や日本大学時代の門下生たちによって、論文集『憲法の基礎理論と解釈』（信山社）としてまとめられ、刊行された。その他に『基礎憲法』（東京法経学院出版、1978年）、『憲法教科書』（木鐸社、1993年）といった概説書や、『学説判例事典・憲法』（東出版、1970年）『憲法基本判例』（有斐閣、1986年）『日本憲法』（木鐸社、1990年）などがある。いずれも平易な表現で学界の水準を語ったものとして、評価が高い。
その一方で、『憲法徒然草』（三嶺書房、1983年）、『憲法学者の大あくび』（東京法経学院出版、1988年）、『憲法学者の空手チョップ』（東京法経学院出版、1991年）、『寝ても覚めても憲法学者』（ファラオ企画、1992年）といった一般向けのエッセイ集も書いていた。
小林直樹のシュミット理解の不十分さを指摘し、同教授と論争した。菅野喜八郎とは、東北大学研究生の先輩後輩の仲で、新潟大学や日本大学で同僚として過し、その交友関係は長く続いた。論文集『憲法の基礎理論と解釈』の刊行にあたっては、菅野自身も校正作業に加わり、あとがきを執筆している。ちなみに、この仕事が菅野（2007年7月没）にとって最後の仕事となった。
清宮四郎門下。

## 著作権継承者の不明と、それに伴う著書再版の困難さについて
2011年4月に出版社有斐閣の関係者が「著作権（公衆送信権）許諾の事後承認制度はできないだろうか？」という文章を発表。その中で「著作権者との連絡が取れない方々の一人」の例として尾吹を挙げ、そのエッセイ集の一部が古書価格が高騰していること、仮に電子書籍などで復刻をしたいと思っても「相続人の住所も不明」であると明かしている。